# 模倣の人生

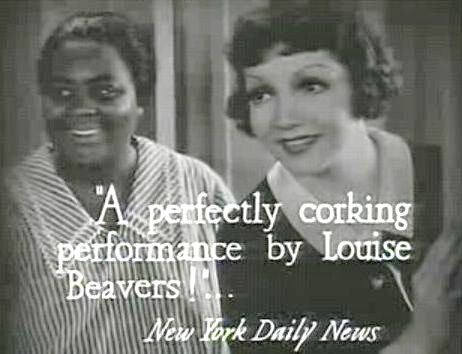
予告編よりクローデット・コルベール（右）とルイーズ・ビーヴァース

『模倣の人生』（もほうのじんせい、原題：Imitation of Life）は、1934年のアメリカ合衆国のドラマ映画。
監督はジョン・M・スタール、出演はクローデット・コルベールとウォーレン・ウィリアムなど。
人種問題を題材としたファニー・ハーストの小説『Imitation of Life』を映画化した作品である。
なお、原作小説は1959年にダグラス・サーク監督により一部設定を変更して『悲しみは空の彼方に』（主演：ラナ・ターナー）として再映画化されている。
2005年にアメリカ国立フィルム登録簿に登録されている。

## キャスト
- ベアトリス・プルマン: クローデット・コルベール
- スティーヴン・アーチャー: ウォーレン・ウィリアム（英語版）
- ジェシー: ロチェル・ハドソン（英語版） - ベアトリスの娘。
- エルマー・スミス: ネッド・スパークス（英語版）
- デライラ・ジョンソン: ルイーズ・ビーヴァース
- ピオラ: フレディ・ワシントン（英語版） - デライラの娘。

## スタッフ
- 監督：ジョン・M・スタール（英語版）
- 製作：カール・レムリ・Jr
- 脚色：ウィリアム・ハールバット
- 撮影：メリット・B・ガースタッド（英語版）
- 編集：フィリップ・カーン、モーリス・ライト
- 美術：チャールズ・D・ホール

## 作品の評価

### 映画批評家によるレビュー
Rotten Tomatoesによれば、52件の評論のうち高評価は87%にあたる45件で、平均点は10点満点中8.1点、批評家の一致した見解は「『模倣の人生』は必ずしも巧妙ではないが、心の琴線に触れる時であっても、この社会派メロドラマはジム・クロウ時代の人種的タブーを効果的に追求している。」となっている。
Metacriticによれば、7件の評論の全てが高評価で、平均点は100点満点中72点となっている。

### 受賞歴
- 第7回アカデミー賞
  - 作品賞
  - 録音賞：セオドア・ソダーバーグ
  - 助監督賞：スコット・R・ビール（英語版）